# Festuca jacutica
Festuca jacutica är en gräsart som beskrevs av Vasiliĭ Petrovich Drobow. Festuca jacutica ingår i släktet svinglar, och familjen gräs. Inga underarter finns listade i Catalogue of Life.